# Eleições legislativas portuguesas de 1991
As eleições legislativas portuguesas de 1991 foram realizadas no dia 6 de outubro, no calendário normal previsto na Constituição, após o cumprimento dos quatro anos de mandato da anterior legislatura. Elegeu-se a VI Legislatura que deu origem ao XII Governo. Estas eleições foram as primeiras efetuadas após a redução de 250 para 230 deputados, alteração aprovada pela revisão constitucional de 1989.
O Partido Social Democrata (PPD/PSD), presidido por Aníbal Cavaco Silva voltou a conseguir uma nova maioria absoluta com um resultado relativamente superior ao de 1987, conquistando 50,6% dos votos. Beneficiando de um forte crescimento económico e de uma expansão dos diversos serviços públicos, a vitória do PPD/PSD nunca esteve verdadeiramente em causa.
O Partido Socialista (PS), liderado pelo então presidente da Câmara de Lisboa Jorge Sampaio, conseguiu um forte crescimento em relação a 1987, subindo dos 22,2% para os 29,1% dos votos e elegendo mais 12 deputados. Apesar deste crescimento, o PS ficou longe de retirar a maioria ao PPD/PSD.
A CDU – Coligação Democrática Unitária (PCP–PEV), liderada pelo Partido Comunista Português (PCP) em coligação com o Partido Ecologista "Os Verdes" (PEV), obtinha o seu pior resultado à época. Nas primeiras eleições realizadas após o fim do comunismo no leste europeu, os comunistas não resistiram ao colapso e obtiveram menos de 9% dos votos, ficando-se pelos dezassete deputados. De destacar os maus resultados da CDU nos seus bastiões de Beja, Évora e Setúbal, com estes dois últimos a verem a coligação ficar atrás de PPD/PSD e PS.
O Partido do Centro Democrático Social (CDS) repetiu os resultados de 1987 e ficou-se pelos 4,4% dos votos, elegendo mais um deputado e conseguindo assim ter cinco deputados na nova legislatura.
Por fim, de destacar a eleição de um deputado pelo recém-formado Partido de Solidariedade Nacional (PSN) por Lisboa. O PSN ficou conhecido como o "partido dos reformados" e apenas conseguiu este resultado relevante nestas eleições.
De destacar também os 67,8% de participação eleitoral, a primeira vez após o 25 de Abril que umas eleições legislativas tinham um participação inferior a 70%.

## Partidos
Os partidos ou coligações que elegeram deputados foram os seguintes:
| Partido/coligação | Partido/coligação                              | Líder                   | Ideologia               | Espectro        |
| ----------------- | ---------------------------------------------- | ----------------------- | ----------------------- | --------------- |
|                   | Partido Social Democrata (PPD/PSD)             | Aníbal Cavaco Silva     | Conservadorismo liberal | Centro-direita  |
|                   | Partido Socialista (PS)                        | Jorge Sampaio           | Social-democracia       | Centro-esquerda |
|                   | CDU – Coligação Democrática Unitária (PCP–PEV) | Álvaro Cunhal           | Comunismo               | Esquerda        |
|                   | Partido do Centro Democrático Social (CDS)     | Diogo Freitas do Amaral | Democracia cristã       | Centro-direita  |
|                   | Partido de Solidariedade Nacional (PSN)        | Manuel Sérgio           | Humanismo               | Centro          |

## Resultados nacionais
| Partido | Partido                                         | Votos     | %               | +/-   | Deputados | +/-     |
| --- | ----------------------------------------------- | --------- | --------------- | ----- | --------- | ------- |
| | Partido Social Democrata                        | 2 902 351 | 50,60 / 100,00  | 0,38  | 135 / 230 | 13      |
| | Partido Socialista                              | 1 670 758 | 29,13 / 100,00  | 6,89  | 72 / 230  | 12      |
| | CDU – Coligação Democrática Unitária (a)        | 504 583   | 8,80 / 100,00   | 3,34  | 17 / 230  | 14      |
| | Partido do Centro Democrático Social            | 254 317   | 4,43 / 100,00   | 0,01  | 5 / 230   | 1       |
| | Partido de Solidariedade Nacional               | 96 096    | 1,68 / 100,00   | Novo  | 1 / 230   | Novo    |
| | Partido Socialista Revolucionário               | 64 159    | 1,12 / 100,00   | 0,54  | 0 / 230   | Estável |
| | Partido Comunista dos Trabalhadores Portugueses | 48 542    | 0,85 / 100,00   | 0,48  | 0 / 230   | Estável |
| | Partido Renovador Democrático                   | 35 077    | 0,61 / 100,00   | 4,30  | 0 / 230   | 7       |
| | Partido Popular Monárquico                      | 25 216    | 0,44 / 100,00   | 0,03  | 0 / 230   | Estável |
| | Partido Democrático do Atlântico                | 10 842    | 0,19 / 100,00   | -     | 0 / 230   | -       |
| | Frente de Esquerda Revolucionária               | 6 661     | 0,12 / 100,00   | -     | 0 / 230   | -       |
| | União Democrática Popular (b)                   | 6 157     | 0,11 / 100,00   | 0,78  | 0 / 230   | Estável |
| Votos inválidos | Votos inválidos                                 | 110 672   | 1,93 / 100,00   | 0,25  |           |         |
| Total | Total                                           | 5 735 431 | 100,00 / 100,00 |       | 230 / 230 | 20      |
| Eleitorado/Participação | Eleitorado/Participação                         | 8 462 357 | 67,78 / 100,00  | 3,79  |           |         |
| Fonte | Fonte                                           | [ 4 ]     | [ 4 ]           | [ 4 ] | [ 4 ]     | [ 4 ]   |
| (a) Coligação eleitoral entre PCP (15 deputados) e PEV (2 deputados)                                                                         |                                                 |           |                 |       |           |         |
| (b) 1 deputado da UDP eleito nas listas da CDU. Os resultados apresentados são apenas referentes a Lisboa, onde o partido concorreu isolado. |                                                 |           |                 |       |           |         |

## Tabela de resultados por círculos eleitorais
|                   | %       | D       | %    | D  | %       | D       | %    | D   | %   | D   | %   | D   |                 |           |
| ----------------- | ------- | ------- | ---- | -- | ------- | ------- | ---- | --- | --- | --- | --- | --- | --------------- | --------- |
| Círculo eleitoral | PPD/PSD | PPD/PSD | PS   | PS | PCP–PEV | PCP–PEV | CDS  | CDS | PSN | PSN | PSR | PSR | Total deputados | Votantes  |
| Açores            | 64,1    | 4       | 25,8 | 1  | 1,3     | -       | 3,4  | -   | -   | -   | 0,5 | -   | 5               | 104 792   |
| Aveiro            | 58,6    | 9       | 27,8 | 4  | 2,8     | -       | 6,1  | 1   | 1,3 | -   | 0,6 | -   | 14              | 371 132   |
| Beja              | 29,3    | 1       | 28,4 | 1  | 30,4    | 2       | 2,3  | -   | 1,0 | -   | 2,4 | -   | 4               | 96 724    |
| Braga             | 53,6    | 10      | 31,5 | 5  | 4,6     | -       | 5,6  | 1   | 0,8 | -   | 0,8 | -   | 16              | 424 864   |
| Bragança          | 57,9    | 3       | 25,7 | 1  | 2,1     | -       | 8,2  | -   | 1,5 | -   | 0,5 | -   | 4               | 90 800    |
| Castelo Branco    | 51,8    | 3       | 32,4 | 2  | 4,6     | -       | 3,9  | -   | 2,3 | -   | 0,7 | -   | 5               | 134 985   |
| Coimbra           | 49,9    | 6       | 34,4 | 4  | 5,0     | -       | 3,5  | -   | 1,7 | -   | 0,9 | -   | 10              | 246 699   |
| Évora             | 35,0    | 2       | 25,9 | 1  | 27,1    | 1       | 2,8  | -   | 1,4 | -   | 1,9 | -   | 4               | 104 639   |
| Faro              | 50,8    | 5       | 31,2 | 3  | 7,2     | -       | 2,8  | -   | 2,2 | -   | 2,2 | -   | 8               | 194 614   |
| Guarda            | 58,6    | 3       | 26,8 | 1  | 2,3     | -       | 5,9  | -   | 1,3 | -   | 1,0 | -   | 4               | 113 143   |
| Leiria            | 61,2    | 7       | 23,0 | 3  | 4,5     | -       | 4,8  | -   | 1,4 | -   | 0,8 | -   | 10              | 240 705   |
| Lisboa            | 45,3    | 25      | 29,7 | 16 | 12,2    | 6       | 4,0  | 2   | 2,6 | 1   | 1,8 | -   | 50              | 1 229 293 |
| Madeira           | 62,4    | 4       | 20,2 | 1  | 1,0     | -       | 6,1  | -   | 1,9 | -   | 0,4 | -   | 5               | 125 042   |
| Portalegre        | 38,9    | 2       | 33,5 | 1  | 15,2    | -       | 3,3  | -   | 1,8 | -   | 1,7 | -   | 3               | 83 460    |
| Porto             | 51,3    | 21      | 32,9 | 13 | 6,4     | 2       | 4,1  | 1   | 1,1 | -   | 0,7 | -   | 37              | 953 596   |
| Santarém          | 49,1    | 6       | 29,4 | 3  | 9,8     | 1       | 3,3  | -   | 2,2 | -   | 1,3 | -   | 10              | 265 983   |
| Setúbal           | 34,7    | 6       | 28,4 | 5  | 24,9    | 5       | 2,7  | -   | 2,4 | -   | 1,8 | -   | 16              | 404 781   |
| Viana do Castelo  | 56,9    | 4       | 25,2 | 2  | 5,0     | -       | 7,2  | -   | 1,2 | -   | 0,6 | -   | 6               | 139 689   |
| Vila Real         | 60,6    | 4       | 26,0 | 2  | 2,6     | -       | 5,1  | -   | 1,2 | -   | 0,8 | -   | 6               | 130 771   |
| Viseu             | 64,3    | 7       | 19,4 | 2  | 2,1     | -       | 6,3  | -   | 1,3 | -   | 0,6 | -   | 9               | 218 591   |
| Europa            | 53,7    | 1       | 31,9 | 1  | 7,8     | -       | 3,0  | -   | -   | -   | 0,1 | -   | 2               | 29 484    |
| Fora da Europa    | 77,3    | 2       | 4,9  | -  | 1,0     | -       | 14,6 | -   | -   | -   | 0,1 | -   | 2               | 31 644    |
| Portugal          | 50,6    | 135     | 29,1 | 72 | 8,8     | 17      | 4,4  | 5   | 1,7 | 1   | 1,1 | -   | 230             | 5 735 431 |

## Resultados por concelho

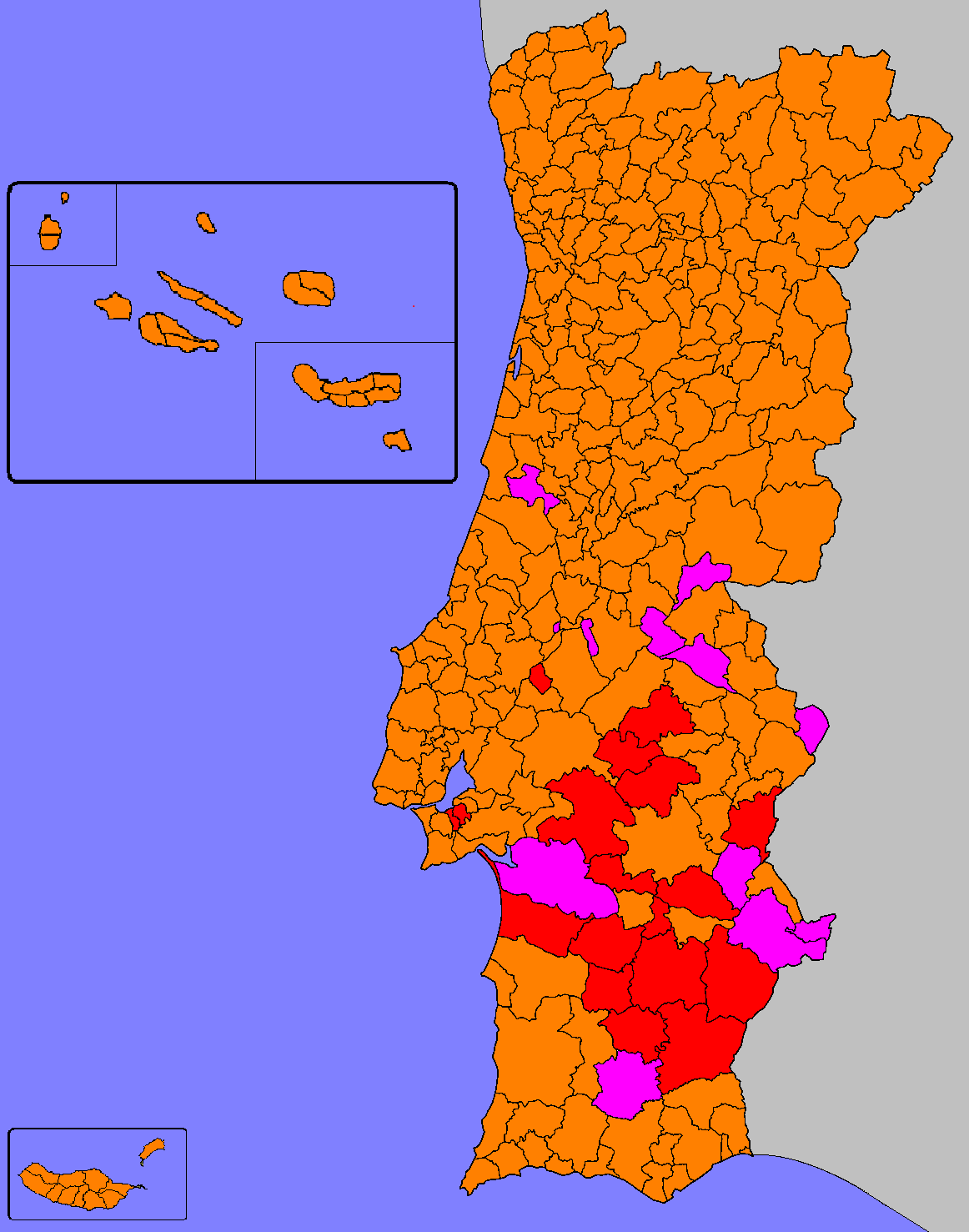
Partido mais votado por concelho: Laranga – PPD/PSD; Rosa – PS; Vermelho – PCP–PEV.

A seguinte tabela contém os resultados obtidos pelos partidos que tiveram pelo menos 1% dos votos expressos a nível nacional:
| Concelhos                   | %       | %    | %       | %    | %   | %   | Votantes  |
| Concelhos                   | PPD/PSD | PS   | PCP–PEV | CDS  | PSN | PSR | Votantes  |
| --------------------------- | ------- | ---- | ------- | ---- | --- | --- | --------- |
| Abrantes                    | 44,3    | 33,7 | 8,6     | 3,1  | 2,5 | 1,9 | 27 445    |
| Águeda                      | 60,5    | 25,9 | 2,9     | 6,3  | 1,1 | 0,5 | 25 131    |
| Aguiar da Beira             | 63,8    | 15,9 | 0,3     | 12,3 | 0,6 | 0,9 | 3 602     |
| Alandroal                   | 27,1    | 25,8 | 38,0    | 2,1  | 1,1 | 1,6 | 4 610     |
| Albergaria-a-Velha          | 63,6    | 21,7 | 1,8     | 8,7  | 1,2 | 0,3 | 12 517    |
| Albufeira                   | 55,8    | 29,2 | 4,9     | 3,6  | 1,9 | 0,7 | 10 037    |
| Alcácer do Sal              | 25,9    | 29,8 | 28,9    | 3,0  | 1,5 | 3,4 | 8 893     |
| Alcanena                    | 50,6    | 29,8 | 8,4     | 4,0  | 1,8 | 0,7 | 8 815     |
| Alcobaça                    | 60,6    | 25,2 | 3,6     | 4,2  | 1,4 | 0,7 | 31 383    |
| Alcochete                   | 31,5    | 30,4 | 27,3    | 2,1  | 1,8 | 1,9 | 6 401     |
| Alcoutim                    | 44,9    | 36,9 | 7,3     | 1,7  | 2,0 | 1,7 | 2 825     |
| Alenquer                    | 39,6    | 34,1 | 14,2    | 3,2  | 1,6 | 1,5 | 20 224    |
| Alfândega da Fé             | 57,3    | 28,1 | 2,2     | 7,1  | 1,1 | 0,4 | 4 277     |
| Alijó                       | 55,0    | 30,1 | 2,9     | 5,3  | 1,3 | 1,0 | 9 047     |
| Aljezur                     | 38,6    | 35,3 | 10,8    | 2,0  | 2,9 | 2,7 | 2 797     |
| Aljustrel                   | 21,9    | 28,4 | 40,5    | 1,8  | 0,7 | 1,9 | 6 988     |
| Almada                      | 36,5    | 29,8 | 21,8    | 2,7  | 2,8 | 1,7 | 93 671    |
| Almeida                     | 63,4    | 20,0 | 1,3     | 8,7  | 1,6 | 0,7 | 5 938     |
| Almeirim                    | 39,1    | 36,6 | 13,7    | 2,4  | 1,5 | 1,7 | 12 244    |
| Almodôvar                   | 33,5    | 40,5 | 14,6    | 2,0  | 1,0 | 2,1 | 4 979     |
| Alpiarça                    | 21,6    | 23,5 | 42,8    | 2,2  | 1,4 | 2,4 | 4 807     |
| Alter do Chão               | 40,6    | 26,7 | 18,4    | 3,2  | 1,6 | 2,6 | 2 964     |
| Alvaiázere                  | 82,2    | 8,6  | 0,5     | 4,4  | 1,0 | 0,3 | 6 030     |
| Alvito                      | 36,4    | 24,8 | 26,9    | 1,8  | 0,8 | 2,1 | 1 596     |
| Amadora                     | 40,4    | 31,6 | 16,0    | 2,9  | 2,8 | 1,9 | 102 038   |
| Amarante                    | 55,2    | 32,3 | 2,9     | 3,8  | 0,9 | 0,8 | 28 364    |
| Amares                      | 67,3    | 19,0 | 1,3     | 7,8  | 1,0 | 0,7 | 9 564     |
| Anadia                      | 65,5    | 22,3 | 1,5     | 6,3  | 0,9 | 0,5 | 17 988    |
| Angra do Heroísmo           | 57,3    | 33,0 | 1,2     | 4,2  | -   | 0,5 | 17 073    |
| Ansião                      | 73,1    | 18,2 | 0,7     | 3,3  | 0,8 | 0,4 | 8 786     |
| Arcos de Valdevez           | 65,4    | 21,2 | 2,2     | 5,7  | 0,8 | 0,4 | 13 647    |
| Arganil                     | 65,4    | 24,9 | 1,1     | 2,6  | 1,0 | 0,7 | 9 201     |
| Armamar                     | 70,5    | 15,0 | 3,1     | 6,1  | 1,6 | 0,8 | 4 465     |
| Arouca                      | 71,6    | 15,6 | 1,2     | 6,8  | 1,1 | 0,5 | 13 427    |
| Arraiolos                   | 28,7    | 19,7 | 40,6    | 2,5  | 1,0 | 2,0 | 5 272     |
| Arronches                   | 39,5    | 37,2 | 12,8    | 3,0  | 0,9 | 1,4 | 2 441     |
| Arruda dos Vinhos           | 43,7    | 33,8 | 9,6     | 3,2  | 1,6 | 1,2 | 4 948     |
| Aveiro                      | 57,9    | 24,5 | 3,2     | 9,0  | 1,5 | 0,8 | 37 755    |
| Avis                        | 26,4    | 21,0 | 44,7    | 1,4  | 0,8 | 1,1 | 3 843     |
| Azambuja                    | 36,5    | 35,0 | 14,8    | 2,7  | 2,3 | 1,8 | 11 259    |
| Baião                       | 56,1    | 30,4 | 2,4     | 3,6  | 1,0 | 0,9 | 11 532    |
| Barcelos                    | 63,3    | 23,7 | 2,8     | 6,2  | 0,6 | 0,7 | 60 944    |
| Barrancos                   | 26,9    | 37,4 | 19,2    | 2,1  | 0,9 | 4,1 | 1 105     |
| Barreiro                    | 26,8    | 27,8 | 34,6    | 1,9  | 2,3 | 1,7 | 50 308    |
| Batalha                     | 71,2    | 15,7 | 1,0     | 6,9  | 1,0 | 0,5 | 8 222     |
| Beja                        | 29,4    | 29,9 | 30,3    | 2,3  | 1,1 | 1,9 | 21 012    |
| Belmonte                    | 51,0    | 34,4 | 4,2     | 3,5  | 2,4 | 0,6 | 4 017     |
| Benavente                   | 36,6    | 26,9 | 23,0    | 3,1  | 2,0 | 2,5 | 9 222     |
| Bombarral                   | 54,2    | 24,4 | 6,5     | 7,9  | 1,3 | 0,8 | 7 508     |
| Borba                       | 36,8    | 29,9 | 20,4    | 2,9  | 1,1 | 2,5 | 4 968     |
| Boticas                     | 65,9    | 23,3 | 2,6     | 3,1  | 0,7 | 0,8 | 4 425     |
| Braga                       | 47,7    | 34,1 | 7,8     | 4,6  | 1,1 | 1,0 | 82 102    |
| Bragança                    | 56,1    | 30,0 | 2,0     | 5,6  | 2,0 | 0,5 | 18 953    |
| Cabeceiras de Basto         | 57,7    | 33,4 | 1,2     | 3,9  | 0,5 | 0,5 | 9 970     |
| Cadaval                     | 56,9    | 28,2 | 3,1     | 4,2  | 1,9 | 0,8 | 8 211     |
| Caldas da Rainha            | 58,0    | 25,9 | 4,3     | 5,1  | 1,8 | 0,8 | 24 035    |
| Calheta                     | 78,8    | 10,9 | 0,5     | 6,8  | -   | 0,4 | 2 364     |
| Calheta                     | 76,3    | 5,4  | 0,3     | 13,9 | 0,5 | 0,3 | 6 246     |
| Câmara de Lobos             | 72,5    | 14,2 | 0,8     | 4,0  | 0,9 | 0,4 | 12 437    |
| Caminha                     | 49,6    | 34,6 | 5,2     | 3,9  | 1,6 | 0,7 | 9 704     |
| Campo Maior                 | 22,7    | 40,1 | 28,1    | 1,9  | 0,9 | 1,3 | 4 756     |
| Cantanhede                  | 64,5    | 23,4 | 1,4     | 6,0  | 0,8 | 0,5 | 20 008    |
| Carrazeda de Ansiães        | 59,8    | 17,9 | 1,7     | 14,2 | 1,5 | 0,2 | 5 344     |
| Carregal do Sal             | 71,1    | 18,3 | 1,7     | 3,9  | 1,0 | 0,6 | 6 001     |
| Cartaxo                     | 40,9    | 35,2 | 11,2    | 2,1  | 2,5 | 1,3 | 13 064    |
| Cascais                     | 52,2    | 25,2 | 8,9     | 5,6  | 2,5 | 1,6 | 91 919    |
| Castanheira de Pera         | 44,8    | 43,4 | 2,4     | 1,7  | 1,9 | 0,6 | 2 869     |
| Castelo Branco              | 49,5    | 35,2 | 3,3     | 3,8  | 3,0 | 0,6 | 34 042    |
| Castelo de Paiva            | 59,9    | 32,5 | 1,7     | 2,0  | 0,6 | 0,5 | 9 705     |
| Castelo de Vide             | 41,4    | 34,9 | 8,1     | 3,9  | 2,5 | 1,9 | 2 595     |
| Castro Daire                | 68,8    | 18,9 | 1,3     | 5,8  | 1,1 | 0,6 | 9 613     |
| Castro Marim                | 47,3    | 38,0 | 4,6     | 1,9  | 2,4 | 1,4 | 3 769     |
| Castro Verde                | 27,4    | 24,4 | 36,4    | 2,2  | 1,0 | 2,6 | 4 054     |
| Celorico da Beira           | 62,1    | 22,8 | 1,4     | 7,1  | 1,2 | 1,1 | 5 215     |
| Celorico de Basto           | 65,0    | 19,1 | 1,7     | 8,7  | 0,6 | 0,8 | 11 247    |
| Chamusca                    | 35,1    | 29,8 | 19,3    | 4,3  | 2,2 | 2,6 | 6 916     |
| Chaves                      | 62,3    | 26,4 | 2,3     | 3,8  | 1,1 | 0,6 | 24 757    |
| Cinfães                     | 68,5    | 20,2 | 2,1     | 3,9  | 1,1 | 0,9 | 12 139    |
| Coimbra                     | 40,7    | 39,5 | 8,4     | 3,7  | 2,1 | 1,3 | 85 096    |
| Condeixa-a-Nova             | 43,3    | 41,2 | 6,8     | 2,2  | 1,5 | 0,8 | 7 228     |
| Constância                  | 37,3    | 37,8 | 9,8     | 3,1  | 1,8 | 4,3 | 2 411     |
| Coruche                     | 36,0    | 26,3 | 27,3    | 2,6  | 1,1 | 1,9 | 13 702    |
| Corvo                       | 65,9    | 24,0 | 1,8     | 2,8  | -   | 0,5 | 217       |
| Covilhã                     | 40,5    | 37,7 | 10,3    | 4,0  | 1,9 | 1,0 | 34 003    |
| Crato                       | 33,5    | 37,3 | 16,3    | 2,7  | 2,1 | 2,5 | 3 320     |
| Cuba                        | 26,4    | 24,6 | 36,1    | 2,2  | 1,0 | 2,9 | 3 169     |
| Elvas                       | 40,6    | 34,5 | 9,2     | 4,2  | 3,1 | 1,8 | 13 132    |
| Entroncamento               | 37,9    | 42,4 | 8,7     | 2,2  | 3,8 | 1,0 | 8 993     |
| Espinho                     | 48,5    | 35,9 | 6,9     | 3,5  | 1,6 | 0,8 | 21 659    |
| Esposende                   | 60,0    | 19,9 | 2,4     | 13,0 | 1,0 | 0,6 | 16 311    |
| Estarreja                   | 62,6    | 22,8 | 3,1     | 6,0  | 1,0 | 0,6 | 14 784    |
| Estremoz                    | 45,4    | 24,2 | 16,4    | 3,3  | 1,6 | 2,1 | 10 417    |
| Évora                       | 37,2    | 29,2 | 21,6    | 3,2  | 1,6 | 1,8 | 30 756    |
| Fafe                        | 49,4    | 39,2 | 3,3     | 3,4  | 0,7 | 0,8 | 26 803    |
| Faro                        | 48,6    | 32,5 | 8,0     | 3,2  | 2,5 | 1,0 | 28 726    |
| Felgueiras                  | 54,3    | 33,0 | 2,9     | 4,1  | 0,7 | 0,7 | 28 547    |
| Ferreira do Alentejo        | 26,4    | 30,8 | 31,8    | 2,0  | 1,0 | 2,2 | 6 114     |
| Ferreira do Zêzere          | 72,8    | 16,8 | 1,1     | 4,2  | 0,9 | 0,4 | 6 172     |
| Figueira da Foz             | 47,0    | 35,2 | 6,0     | 3,1  | 2,4 | 1,1 | 34 173    |
| Figueira de Castelo Rodrigo | 64,6    | 24,2 | 1,5     | 4,4  | 1,1 | 0,7 | 4 847     |
| Figueiró dos Vinhos         | 69,7    | 21,5 | 0,7     | 2,4  | 0,6 | 0,5 | 5 429     |
| Fornos de Algodres          | 64,1    | 22,0 | 1,1     | 7,0  | 0,8 | 0,8 | 3 967     |
| Freixo de Espada à Cinta    | 52,7    | 33,4 | 2,3     | 4,3  | 1,8 | 0,6 | 2 984     |
| Fronteira                   | 39,0    | 33,3 | 15,2    | 4,1  | 1,8 | 1,6 | 2 770     |
| Funchal                     | 52,6    | 26,5 | 1,3     | 6,3  | 3,0 | 0,5 | 59 272    |
| Fundão                      | 47,5    | 38,5 | 3,2     | 3,6  | 2,1 | 0,7 | 19 187    |
| Gavião                      | 31,1    | 45,3 | 10,8    | 1,7  | 1,9 | 2,8 | 3 748     |
| Góis                        | 59,7    | 29,8 | 1,4     | 2,5  | 1,3 | 0,4 | 3 321     |
| Golegã                      | 38,0    | 27,9 | 18,0    | 3,9  | 4,1 | 1,5 | 3 466     |
| Gondomar                    | 48,2    | 32,9 | 9,9     | 3,0  | 1,1 | 0,8 | 80 328    |
| Gouveia                     | 54,8    | 31,6 | 3,8     | 4,0  | 1,1 | 0,8 | 10 272    |
| Grândola                    | 28,4    | 25,5 | 33,7    | 2,4  | 0,9 | 2,8 | 9 565     |
| Guarda                      | 48,6    | 36,3 | 2,4     | 5,4  | 1,8 | 1,0 | 24 714    |
| Guimarães                   | 43,7    | 39,4 | 6,4     | 5,2  | 0,7 | 0,9 | 90 198    |
| Horta                       | 59,6    | 31,0 | 2,3     | 3,5  | -   | 0,6 | 11 624    |
| Idanha-a-Nova               | 48,8    | 36,3 | 2,5     | 2,9  | 3,8 | 0,9 | 8 993     |
| Ílhavo                      | 63,8    | 23,3 | 2,2     | 4,6  | 2,5 | 0,7 | 16 786    |
| Lagoa                       | 64,3    | 28,0 | 0,8     | 2,0  | -   | 0,5 | 4 564     |
| Lagoa                       | 52,9    | 29,9 | 6,7     | 2,4  | 2,4 | 1,0 | 9 585     |
| Lagos                       | 47,4    | 31,6 | 8,8     | 2,6  | 2,6 | 1,6 | 12 940    |
| Lajes das Flores            | 66,8    | 18,6 | 5,9     | 2,9  | -   | 1,0 | 886       |
| Lajes do Pico               | 62,0    | 32,1 | 1,0     | 2,2  | -   | 0,4 | 2 776     |
| Lamego                      | 62,4    | 23,6 | 3,2     | 5,8  | 1,1 | 0,7 | 16 756    |
| Leiria                      | 65,3    | 20,1 | 2,3     | 6,3  | 1,5 | 0,7 | 59 210    |
| Lisboa                      | 46,3    | 28,9 | 10,8    | 5,0  | 3,0 | 2,0 | 444 831   |
| Loulé                       | 58,5    | 28,9 | 3,2     | 2,8  | 1,8 | 0,8 | 27 977    |
| Loures                      | 41,2    | 32,0 | 15,4    | 2,7  | 2,3 | 1,6 | 179 159   |
| Lourinhã                    | 70,3    | 19,6 | 1,5     | 3,4  | 1,2 | 0,6 | 12 481    |
| Lousã                       | 49,3    | 38,3 | 2,7     | 2,5  | 1,5 | 0,8 | 7 894     |
| Lousada                     | 53,5    | 34,0 | 3,4     | 3,7  | 0,7 | 0,6 | 21 409    |
| Mação                       | 59,6    | 22,3 | 2,9     | 5,6  | 2,9 | 1,0 | 7 172     |
| Macedo de Cavaleiros        | 54,6    | 22,0 | 1,7     | 15,7 | 1,4 | 0,5 | 10 260    |
| Machico                     | 63,8    | 19,4 | 0,6     | 2,7  | 0,6 | 0,4 | 9 719     |
| Madalena                    | 65,9    | 26,6 | 1,4     | 3,0  | -   | 0,2 | 3 187     |
| Mafra                       | 56,7    | 25,2 | 5,7     | 3,9  | 2,1 | 1,2 | 24 993    |
| Maia                        | 50,9    | 33,7 | 6,3     | 3,6  | 1,1 | 0,7 | 53 480    |
| Mangualde                   | 59,2    | 28,9 | 2,2     | 4,1  | 1,5 | 0,5 | 11 429    |
| Manteigas                   | 45,2    | 34,8 | 6,9     | 3,6  | 2,2 | 1,3 | 2 317     |
| Marco de Canaveses          | 61,6    | 24,2 | 2,2     | 6,2  | 1,0 | 0,6 | 24 173    |
| Marinha Grande              | 35,7    | 30,8 | 21,4    | 2,5  | 2,3 | 1,5 | 17 819    |
| Marvão                      | 51,5    | 32,1 | 3,2     | 3,8  | 1,9 | 1,4 | 2 964     |
| Matosinhos                  | 43,6    | 40,9 | 7,4     | 2,9  | 1,2 | 0,8 | 89 479    |
| Mealhada                    | 47,1    | 40,2 | 4,1     | 2,6  | 1,7 | 0,8 | 10 523    |
| Mêda                        | 66,3    | 15,9 | 1,2     | 9,6  | 0,9 | 1,2 | 4 226     |
| Melgaço                     | 56,0    | 31,9 | 1,2     | 5,3  | 0,7 | 0,7 | 5 671     |
| Mértola                     | 24,3    | 22,8 | 40,1    | 2,2  | 0,7 | 3,1 | 5 638     |
| Mesão Frio                  | 64,3    | 22,3 | 3,1     | 4,4  | 1,4 | 0,6 | 3 011     |
| Mira                        | 58,8    | 31,1 | 1,2     | 3,8  | 1,4 | 0,6 | 6 766     |
| Miranda do Corvo            | 50,9    | 39,3 | 2,5     | 1,9  | 1,1 | 0,5 | 6 647     |
| Miranda do Douro            | 56,6    | 28,6 | 1,7     | 5,6  | 1,7 | 0,4 | 4 741     |
| Mirandela                   | 58,6    | 24,4 | 3,2     | 8,5  | 1,1 | 0,4 | 14 368    |
| Mogadouro                   | 62,9    | 22,7 | 1,0     | 8,2  | 1,3 | 0,5 | 7 313     |
| Moimenta da Beira           | 62,7    | 19,2 | 3,0     | 10,2 | 1,2 | 0,7 | 6 070     |
| Moita                       | 27,5    | 23,7 | 37,1    | 2,3  | 2,3 | 1,6 | 33 430    |
| Monção                      | 61,2    | 22,5 | 2,0     | 9,3  | 0,8 | 0,4 | 11 653    |
| Monchique                   | 53,4    | 33,0 | 5,2     | 1,6  | 1,6 | 1,0 | 5 468     |
| Mondim de Basto             | 64,1    | 15,8 | 1,8     | 13,2 | 1,2 | 0,9 | 4 407     |
| Monforte                    | 36,0    | 30,8 | 15,8    | 4,8  | 2,2 | 2,7 | 2 217     |
| Montalegre                  | 62,5    | 28,2 | 1,7     | 2,2  | 1,1 | 0,9 | 8 733     |
| Montemor-o-Novo             | 27,2    | 21,5 | 40,8    | 2,1  | 1,0 | 1,8 | 12 531    |
| Montemor-o-Velho            | 43,3    | 38,9 | 5,7     | 3,4  | 1,8 | 1,1 | 12 998    |
| Montijo                     | 42,1    | 26,6 | 19,4    | 3,0  | 1,6 | 1,8 | 20 903    |
| Mora                        | 35,0    | 18,2 | 36,0    | 2,9  | 1,5 | 0,7 | 4 218     |
| Mortágua                    | 63,6    | 27,2 | 1,9     | 2,6  | 0,9 | 0,6 | 5 381     |
| Moura                       | 29,9    | 30,0 | 26,1    | 2,8  | 1,1 | 2,8 | 8 564     |
| Mourão                      | 44,7    | 30,7 | 13,4    | 2,9  | 1,2 | 2,0 | 1 715     |
| Murça                       | 57,3    | 23,9 | 2,0     | 10,5 | 1,3 | 1,0 | 4 339     |
| Murtosa                     | 79,1    | 12,4 | 0,7     | 4,2  | 0,5 | 0,3 | 4 826     |
| Nazaré                      | 48,4    | 36,8 | 6,1     | 2,6  | 1,4 | 1,1 | 8 276     |
| Nelas                       | 58,0    | 30,6 | 2,2     | 3,8  | 1,7 | 0,4 | 8 134     |
| Nisa                        | 41,1    | 32,8 | 12,4    | 3,6  | 1,9 | 2,2 | 6 618     |
| Nordeste                    | 67,9    | 20,8 | 1,2     | 4,2  | -   | 0,5 | 3 029     |
| Óbidos                      | 54,9    | 29,2 | 4,4     | 4,1  | 1,4 | 1,2 | 5 563     |
| Odemira                     | 32,2    | 27,4 | 25,0    | 2,8  | 1,2 | 3,1 | 15 663    |
| Oeiras                      | 45,4    | 30,3 | 10,8    | 4,6  | 2,9 | 2,2 | 91 028    |
| Oleiros                     | 77,9    | 13,5 | 0,3     | 4,1  | 1,3 | 0,2 | 5 451     |
| Olhão                       | 51,4    | 30,4 | 6,8     | 3,3  | 2,6 | 0,9 | 19 099    |
| Oliveira de Azeméis         | 58,9    | 30,0 | 1,9     | 5,2  | 1,0 | 0,5 | 37 285    |
| Oliveira de Frades          | 68,8    | 16,8 | 1,6     | 8,3  | 1,2 | 0,5 | 6 163     |
| Oliveira do Bairro          | 74,2    | 9,8  | 0,9     | 12,4 | 0,6 | 0,3 | 11 223    |
| Oliveira do Hospital        | 65,5    | 24,9 | 0,9     | 3,5  | 0,7 | 0,4 | 13 454    |
| Ourém                       | 79,3    | 11,5 | 0,8     | 4,7  | 0,7 | 0,4 | 24 674    |
| Ourique                     | 43,0    | 23,6 | 24,7    | 1,6  | 0,7 | 1,8 | 4 065     |
| Ovar                        | 50,9    | 34,3 | 6,0     | 3,2  | 1,8 | 0,8 | 25 391    |
| Paços de Ferreira           | 62,9    | 24,2 | 3,6     | 5,4  | 0,7 | 0,3 | 24 124    |
| Palmela                     | 36,0    | 28,5 | 21,9    | 3,1  | 2,1 | 2,1 | 22 596    |
| Pampilhosa da Serra         | 69,7    | 19,7 | 1,0     | 2,8  | 1,3 | 0,5 | 3 730     |
| Paredes                     | 65,4    | 21,0 | 2,8     | 5,9  | 0,9 | 0,5 | 39 867    |
| Paredes de Coura            | 55,4    | 29,6 | 3,2     | 4,8  | 1,1 | 0,6 | 5 097     |
| Pedrógão Grande             | 74,5    | 16,0 | 1,0     | 2,6  | 1,0 | 0,5 | 3 078     |
| Penacova                    | 61,2    | 28,4 | 2,4     | 3,2  | 0,8 | 0,5 | 9 112     |
| Penafiel                    | 57,4    | 28,1 | 4,1     | 4,2  | 1,0 | 0,6 | 36 082    |
| Penalva do Castelo          | 66,2    | 20,9 | 1,2     | 6,2  | 1,3 | 0,6 | 5 002     |
| Penamacor                   | 50,5    | 32,4 | 1,9     | 5,8  | 3,2 | 0,5 | 4 976     |
| Penedono                    | 61,9    | 22,8 | 3,0     | 5,2  | 1,3 | 0,4 | 1 898     |
| Penela                      | 65,9    | 24,7 | 0,9     | 2,3  | 1,1 | 0,6 | 3 993     |
| Peniche                     | 50,4    | 30,0 | 9,0     | 3,1  | 2,1 | 0,9 | 13 172    |
| Peso da Régua               | 53,4    | 31,4 | 4,1     | 5,0  | 1,3 | 1,1 | 10 610    |
| Pinhel                      | 65,6    | 20,3 | 1,8     | 5,4  | 1,2 | 0,9 | 7 245     |
| Pombal                      | 71,1    | 17,2 | 1,3     | 4,2  | 0,9 | 0,7 | 25 888    |
| Ponta Delgada               | 63,3    | 24,1 | 1,6     | 3,1  | -   | 0,7 | 25 056    |
| Ponta do Sol                | 82,7    | 6,0  | 0,3     | 6,9  | 0,7 | 0,2 | 4 779     |
| Ponte da Barca              | 64,2    | 26,7 | 1,7     | 3,7  | 0,4 | 0,3 | 7 535     |
| Ponte de Lima               | 64,0    | 15,8 | 3,0     | 12,9 | 0,8 | 0,3 | 25 231    |
| Ponte de Sor                | 34,5    | 27,7 | 24,9    | 3,0  | 1,7 | 2,0 | 10 959    |
| Portalegre                  | 45,9    | 37,9 | 6,8     | 3,5  | 1,5 | 1,0 | 17 027    |
| Portel                      | 24,3    | 25,8 | 38,9    | 2,2  | 1,0 | 2,1 | 4 428     |
| Portimão                    | 50,7    | 30,7 | 7,3     | 3,0  | 2,5 | 1,3 | 22 950    |
| Porto                       | 48,7    | 32,1 | 9,2     | 4,6  | 1,5 | 0,8 | 196 990   |
| Porto de Mós                | 63,8    | 20,6 | 2,5     | 6,3  | 1,4 | 0,7 | 13 334    |
| Porto Moniz                 | 74,7    | 8,1  | 0,2     | 11,8 | 1,2 | 0,3 | 2 011     |
| Porto Santo                 | 59,9    | 34,6 | 0,3     | 1,2  | 0,8 | 0,0 | 2 551     |
| Póvoa de Lanhoso            | 64,5    | 23,6 | 1,5     | 5,6  | 0,5 | 0,8 | 11 541    |
| Póvoa de Varzim             | 60,0    | 24,1 | 3,3     | 8,5  | 1,1 | 0,5 | 30 921    |
| Povoação                    | 71,8    | 16,5 | 1,7     | 3,4  | -   | 0,5 | 3 429     |
| Proença-a-Nova              | 72,8    | 17,9 | 0,5     | 4,7  | 1,1 | 0,4 | 7 283     |
| Redondo                     | 34,0    | 23,4 | 28,0    | 3,3  | 1,5 | 2,5 | 4 370     |
| Reguengos de Monsaraz       | 32,0    | 35,5 | 18,8    | 2,8  | 1,6 | 2,3 | 6 180     |
| Resende                     | 68,7    | 20,9 | 1,7     | 2,9  | 1,2 | 0,7 | 7 334     |
| Ribeira Brava               | 74,5    | 11,9 | 0,8     | 5,6  | 0,6 | 0,3 | 6 611     |
| Ribeira de Pena             | 65,4    | 22,2 | 1,8     | 4,8  | 1,3 | 1,0 | 4 215     |
| Ribeira Grande              | 67,1    | 22,3 | 1,1     | 2,8  | -   | 0,5 | 9 821     |
| Rio Maior                   | 64,8    | 23,0 | 2,3     | 3,9  | 1,5 | 0,5 | 11 869    |
| Sabrosa                     | 65,4    | 22,6 | 2,8     | 3,2  | 1,3 | 0,8 | 4 632     |
| Sabugal                     | 65,9    | 19,0 | 1,1     | 6,2  | 1,3 | 1,1 | 10 995    |
| Salvaterra de Magos         | 41,7    | 32,1 | 12,5    | 2,0  | 3,0 | 2,1 | 9 640     |
| Santa Comba Dão             | 67,3    | 22,5 | 1,0     | 3,1  | 1,9 | 0,7 | 7 540     |
| Santa Cruz                  | 64,9    | 20,0 | 0,8     | 5,0  | 1,4 | 0,4 | 12 778    |
| Santa Cruz da Graciosa      | 67,8    | 26,7 | 0,5     | 1,2  | -   | 0,5 | 2 352     |
| Santa Cruz das Flores       | 61,0    | 20,8 | 4,2     | 6,1  | -   | 0,7 | 1 267     |
| Santa Maria da Feira        | 51,2    | 37,5 | 2,6     | 4,7  | 0,9 | 0,6 | 67 344    |
| Santa Marta de Penaguião    | 54,0    | 34,2 | 2,0     | 4,3  | 1,0 | 0,9 | 5 721     |
| Santana                     | 77,8    | 9,6  | 0,4     | 6,2  | 0,7 | 0,2 | 5 270     |
| Santarém                    | 44,7    | 34,6 | 8,8     | 3,3  | 2,6 | 1,3 | 38 428    |
| Santiago do Cacém           | 34,2    | 26,1 | 26,4    | 3,6  | 1,5 | 2,4 | 18 130    |
| Santo Tirso                 | 50,0    | 36,8 | 3,8     | 4,4  | 0,8 | 0,6 | 60 324    |
| São Brás de Alportel        | 51,1    | 36,1 | 4,2     | 1,9  | 1,9 | 0,9 | 4 665     |
| São João da Madeira         | 48,5    | 36,1 | 4,3     | 6,4  | 1,6 | 0,6 | 11 324    |
| São João da Pesqueira       | 60,9    | 24,0 | 3,0     | 5,5  | 1,2 | 0,9 | 4 484     |
| São Pedro do Sul            | 60,0    | 26,0 | 3,1     | 4,8  | 1,3 | 0,7 | 10 953    |
| São Roque do Pico           | 58,5    | 34,6 | 2,1     | 1,3  | -   | 0,8 | 1 838     |
| São Vicente                 | 74,7    | 11,3 | 0,3     | 8,7  | 0,6 | 0,2 | 3 319     |
| Sardoal                     | 52,2    | 28,0 | 2,7     | 5,1  | 3,8 | 1,4 | 2 970     |
| Sátão                       | 66,5    | 14,7 | 0,6     | 13,8 | 0,9 | 0,5 | 7 010     |
| Seia                        | 55,6    | 31,2 | 3,7     | 3,6  | 1,1 | 0,8 | 16 832    |
| Seixal                      | 35,1    | 29,7 | 24,3    | 2,6  | 2,2 | 1,5 | 59 529    |
| Sernancelhe                 | 63,6    | 16,1 | 1,0     | 14,8 | 0,8 | 0,5 | 3 673     |
| Serpa                       | 27,2    | 25,3 | 38,0    | 2,3  | 0,7 | 1,9 | 10 085    |
| Sertã                       | 72,6    | 16,1 | 0,7     | 4,7  | 1,5 | 0,3 | 11 006    |
| Sesimbra                    | 40,3    | 27,9 | 18,4    | 3,2  | 2,6 | 2,0 | 15 739    |
| Setúbal                     | 40,6    | 29,5 | 17,3    | 3,0  | 2,8 | 1,8 | 59 363    |
| Sever do Vouga              | 72,6    | 14,1 | 1,1     | 8,2  | 1,1 | 0,3 | 8 297     |
| Silves                      | 47,9    | 29,6 | 10,7    | 2,8  | 1,8 | 1,6 | 18 063    |
| Sines                       | 31,7    | 27,4 | 26,8    | 3,2  | 2,3 | 2,4 | 6 429     |
| Sintra                      | 45,4    | 30,8 | 11,8    | 3,3  | 2,6 | 1,7 | 141 003   |
| Sobral de Monte Agraço      | 38,7    | 25,7 | 20,7    | 2,8  | 2,0 | 2,3 | 4 320     |
| Soure                       | 41,4    | 43,0 | 4,9     | 2,5  | 1,8 | 0,9 | 12 066    |
| Sousel                      | 44,6    | 23,9 | 20,2    | 3,0  | 1,2 | 1,7 | 4 128     |
| Tábua                       | 65,2    | 22,9 | 1,1     | 5,0  | 1,3 | 0,5 | 7 422     |
| Tabuaço                     | 62,3    | 19,4 | 1,4     | 11,4 | 1,3 | 0,7 | 4 387     |
| Tarouca                     | 69,3    | 13,5 | 4,6     | 6,4  | 1,3 | 0,7 | 3 793     |
| Tavira                      | 52,5    | 32,1 | 4,2     | 3,1  | 2,1 | 1,0 | 13 385    |
| Terras de Bouro             | 71,3    | 16,9 | 2,2     | 4,8  | 1,0 | 0,9 | 5 557     |
| Tomar                       | 57,7    | 27,7 | 3,8     | 3,5  | 1,9 | 0,8 | 26 982    |
| Tondela                     | 67,3    | 18,8 | 1,6     | 7,2  | 1,5 | 0,6 | 18 977    |
| Torre de Moncorvo           | 58,4    | 28,1 | 2,1     | 5,4  | 1,3 | 0,6 | 6 920     |
| Torres Novas                | 45,2    | 34,5 | 8,7     | 2,9  | 2,3 | 1,2 | 22 146    |
| Torres Vedras               | 53,9    | 27,3 | 8,0     | 3,2  | 1,7 | 1,1 | 36 646    |
| Trancoso                    | 64,7    | 18,3 | 1,4     | 8,7  | 1,1 | 1,2 | 7 158     |
| Vagos                       | 78,7    | 8,9  | 0,3     | 9,1  | 0,7 | 0,3 | 10 751    |
| Vale de Cambra              | 58,4    | 22,6 | 1,2     | 12,5 | 1,3 | 0,6 | 14 189    |
| Valença                     | 63,1    | 23,4 | 2,0     | 6,1  | 1,2 | 0,3 | 7 832     |
| Valongo                     | 50,9    | 34,0 | 7,2     | 2,7  | 1,2 | 0,7 | 42 126    |
| Valpaços                    | 69,3    | 17,8 | 1,1     | 6,4  | 1,0 | 0,6 | 11 920    |
| Velas                       | 74,0    | 14,0 | 0,5     | 8,7  | -   | 0,3 | 2 901     |
| Vendas Novas                | 36,8    | 22,7 | 28,2    | 3,0  | 1,6 | 1,6 | 6 801     |
| Viana do Alentejo           | 30,6    | 23,1 | 33,2    | 2,1  | 1,1 | 3,0 | 3 461     |
| Viana do Castelo            | 48,9    | 28,2 | 9,4     | 6,4  | 1,8 | 0,8 | 47 835    |
| Vidigueira                  | 29,8    | 27,7 | 27,8    | 2,8  | 1,8 | 2,7 | 3 822     |
| Vieira do Minho             | 64,1    | 23,8 | 2,6     | 3,3  | 0,7 | 1,0 | 8 845     |
| Vila de Rei                 | 82,9    | 7,4  | 0,3     | 4,9  | 1,5 | 0,1 | 2 824     |
| Vila do Bispo               | 43,1    | 31,6 | 10,1    | 2,4  | 3,9 | 2,4 | 2 981     |
| Vila do Conde               | 52,1    | 35,8 | 4,0     | 3,5  | 0,9 | 0,6 | 39 129    |
| Vila do Porto               | 63,1    | 28,1 | 0,9     | 3,0  | -   | 0,7 | 2 189     |
| Vila Flor                   | 56,4    | 23,9 | 3,0     | 10,5 | 1,5 | 0,7 | 4 911     |
| Vila Franca de Xira         | 34,5    | 33,0 | 21,7    | 2,3  | 2,0 | 1,7 | 55 977    |
| Vila Franca do Campo        | 74,1    | 17,0 | 1,1     | 2,5  | -   | 0,4 | 4 717     |
| Vila Nova da Barquinha      | 41,9    | 35,4 | 8,5     | 2,5  | 4,7 | 1,5 | 4 699     |
| Vila Nova de Cerveira       | 57,4    | 30,8 | 2,0     | 3,4  | 1,2 | 0,7 | 5 491     |
| Vila Nova de Famalicão      | 50,9    | 36,1 | 4,0     | 4,9  | 0,7 | 0,7 | 67 827    |
| Vila Nova de Foz Coa        | 62,0    | 25,4 | 1,8     | 4,8  | 1,2 | 0,9 | 5 720     |
| Vila Nova de Gaia           | 49,0    | 35,6 | 6,9     | 3,4  | 1,1 | 0,7 | 146 716   |
| Vila Nova de Paiva          | 66,4    | 14,6 | 1,2     | 11,4 | 0,7 | 0,8 | 3 246     |
| Vila Nova de Poiares        | 59,9    | 27,5 | 2,6     | 3,1  | 1,3 | 0,6 | 3 597     |
| Vila Pouca de Aguiar        | 59,7    | 26,8 | 2,2     | 4,8  | 1,3 | 1,0 | 8 232     |
| Vila Praia da Vitória       | 63,9    | 29,1 | 0,6     | 3,3  | -   | 0,3 | 9 428     |
| Vila Real                   | 57,4    | 27,8 | 3,5     | 5,5  | 1,4 | 0,9 | 27 110    |
| Vila Real de Santo António  | 41,3    | 33,1 | 16,5    | 2,1  | 1,5 | 1,4 | 9 363     |
| Vila Velha de Ródão         | 39,6    | 40,9 | 7,6     | 2,5  | 2,9 | 1,2 | 3 351     |
| Vila Verde                  | 68,6    | 17,4 | 1,5     | 7,7  | 0,7 | 0,8 | 23 818    |
| Vila Viçosa                 | 43,1    | 25,3 | 20,5    | 2,6  | 1,6 | 1,6 | 5 055     |
| Vimioso                     | 63,3    | 22,6 | 1,2     | 3,6  | 2,3 | 0,5 | 3 497     |
| Vinhais                     | 60,9    | 23,9 | 1,7     | 7,0  | 1,6 | 0,7 | 7 149     |
| Viseu                       | 61,3    | 25,1 | 1,8     | 6,7  | 1,6 | 0,6 | 47 237    |
| Vouzela                     | 68,1    | 20,0 | 2,3     | 4,9  | 1,3 | 0,6 | 7 048     |
| Portugal                    | 50,4    | 29,3 | 8,8     | 4,4  | 1,7 | 1,1 | 5 674 332 |

## Resultados por círculo eleitoral

### Açores
| Partidos                | Partidos                             | Votos   | %             | +/- | Deputados | +/-     |
| ----------------------- | ------------------------------------ | ------- | ------------- | --- | --------- | ------- |
|                         | Partido Social Democrata             | 67 155  | 64,1 / 100,0  | 2,6 | 4 / 5     | Estável |
|                         | Partido Socialista                   | 27 022  | 25,8 / 100,0  | 5,8 | 1 / 5     | Estável |
|                         | Partido do Centro Democrático Social | 3 591   | 3,4 / 100,0   | 0,1 | 0 / 5     | Estável |
|                         | Partido Democrático do Atlântico     | 1 632   | 1,6 / 100,0   | -   | 0 / 5     | -       |
|                         | CDU – Coligação Democrática Unitária | 1 406   | 1,3 / 100,0   | 1,0 | 0 / 5     | Estável |
|                         | Outros                               | 2 160   | 2,1 / 100,0   |     | 0 / 5     |         |
| Votos inválidos         | Votos inválidos                      | 1 826   | 1,7 / 100,0   | 0,4 |           |         |
| Total                   | Total                                | 104 792 | 100,0 / 100,0 |     | 5 / 5     |         |
| Eleitorado/Participação | Eleitorado/Participação              | 182 112 | 57,5 / 100,0  | 3,3 |           |         |

### Aveiro
| Partidos                | Partidos                             | Votos   | %             | +/-  | Deputados | +/-     |
| ----------------------- | ------------------------------------ | ------- | ------------- | ---- | --------- | ------- |
|                         | Partido Social Democrata             | 217 615 | 58,6 / 100,0  | 1,8  | 9 / 14    | 2       |
|                         | Partido Socialista                   | 103 308 | 27,8 / 100,0  | 4,9  | 4 / 14    | Estável |
|                         | Partido do Centro Democrático Social | 22 624  | 6,1 / 100,0   | 0,8  | 1 / 14    | 1       |
|                         | CDU – Coligação Democrática Unitária | 10 427  | 2,8 / 100,0   | 1,6  | 0 / 14    | Estável |
|                         | Partido de Solidariedade Nacional    | 4 628   | 1,3 / 100,0   | Novo | 0 / 14    | Novo    |
|                         | Outros                               | 6 798   | 1,8 / 100,0   |      | 0 / 14    |         |
| Votos inválidos         | Votos inválidos                      | 5 732   | 1,5 / 100,0   | 0,4  |           |         |
| Total                   | Total                                | 371 132 | 100,0 / 100,0 |      | 14 / 14   | 1       |
| Eleitorado/Participação | Eleitorado/Participação              | 524 428 | 70,8 / 100,0  | 3,9  |           |         |

### Beja
| Partidos                | Partidos                                        | Votos   | %             | +/-  | Deputados | +/-     |
| ----------------------- | ----------------------------------------------- | ------- | ------------- | ---- | --------- | ------- |
|                         | CDU – Coligação Democrática Unitária            | 29 429  | 30,4 / 100,0  | 8,3  | 2 / 4     | 1       |
|                         | Partido Social Democrata                        | 28 308  | 29,3 / 100,0  | 4,8  | 1 / 4     | Estável |
|                         | Partido Socialista                              | 27 470  | 28,4 / 100,0  | 8,1  | 1 / 4     | Estável |
|                         | Partido Socialista Revolucionário               | 2 314   | 2,4 / 100,0   | 1,3  | 0 / 4     | Estável |
|                         | Partido do Centro Democrático Social            | 2 245   | 2,3 / 100,0   | 0,3  | 0 / 4     | Estável |
|                         | Partido Comunista dos Trabalhadores Portugueses | 1 828   | 1,9 / 100,0   | 0,9  | 0 / 4     | Estável |
|                         | Partido de Solidariedade Nacional               | 990     | 1,0 / 100,0   | Novo | 0 / 4     | Novo    |
|                         | Outros                                          | 1 372   | 1,4 / 100,0   |      | 0 / 4     |         |
| Votos inválidos         | Votos inválidos                                 | 2 768   | 2,9 / 100,0   | 0,2  |           |         |
| Total                   | Total                                           | 96 724  | 100,0 / 100,0 |      | 4 / 4     | 1       |
| Eleitorado/Participação | Eleitorado/Participação                         | 152 651 | 63,4 / 100,0  | 4,3  |           |         |

### Braga
| Partidos                | Partidos                             | Votos   | %             | +/- | Deputados | +/-     |
| ----------------------- | ------------------------------------ | ------- | ------------- | --- | --------- | ------- |
|                         | Partido Social Democrata             | 227 580 | 53,6 / 100,0  | 0,2 | 10 / 16   | Estável |
|                         | Partido Socialista                   | 133 607 | 31,5 / 100,0  | 5,6 | 5 / 16    | Estável |
|                         | Partido do Centro Democrático Social | 23 715  | 5,6 / 100,0   | 0,3 | 1 / 16    | Estável |
|                         | CDU – Coligação Democrática Unitária | 19 327  | 4,6 / 100,0   | 1,5 | 0 / 16    | 1       |
|                         | Outros                               | 14 299  | 3,4 / 100,0   |     | 0 / 16    |         |
| Votos inválidos         | Votos inválidos                      | 6 336   | 1,5 / 100,0   | 0,7 |           |         |
| Total                   | Total                                | 424 864 | 100,0 / 100,0 |     | 16 / 16   | 1       |
| Eleitorado/Participação | Eleitorado/Participação              | 533 427 | 79,7 / 100,0  | 2,7 |           |         |

### Bragança
| Partidos                | Partidos                             | Votos   | %             | +/-  | Deputados | +/-     |
| ----------------------- | ------------------------------------ | ------- | ------------- | ---- | --------- | ------- |
|                         | Partido Social Democrata             | 52 608  | 57,9 / 100,0  | 2,9  | 3 / 4     | Estável |
|                         | Partido Socialista                   | 23 300  | 25,7 / 100,0  | 6,5  | 1 / 4     | Estável |
|                         | Partido do Centro Democrático Social | 7 452   | 8,2 / 100,0   | 0,6  | 0 / 4     | Estável |
|                         | CDU – Coligação Democrática Unitária | 1 888   | 2,1 / 100,0   | 1,1  | 0 / 4     | Estável |
|                         | Partido de Solidariedade Nacional    | 1 392   | 1,5 / 100,0   | Novo | 0 / 4     | Novo    |
|                         | Outros                               | 1 921   | 2,1 / 100,0   |      | 0 / 4     |         |
| Votos inválidos         | Votos inválidos                      | 2 239   | 2,5 / 100,0   | 1,0  |           |         |
| Total                   | Total                                | 90 800  | 100,0 / 100,0 |      | 4 / 4     |         |
| Eleitorado/Participação | Eleitorado/Participação              | 149 875 | 60,6 / 100,0  | 4,6  |           |         |

### Castelo Branco
| Partidos                | Partidos                               | Votos   | %             | +/-  | Deputados | +/-     |
| ----------------------- | -------------------------------------- | ------- | ------------- | ---- | --------- | ------- |
|                         | Partido Social Democrata               | 69 867  | 51,8 / 100,0  | 0,3  | 3 / 5     | 1       |
|                         | Partido Socialista                     | 43 777  | 32,4 / 100,0  | 10,0 | 2 / 5     | Estável |
|                         | CDU – Coligação Democrática Unitária   | 6 150   | 4,6 / 100,0   | 2,5  | 0 / 5     | Estável |
|                         | Partido do Centro Democrático e Social | 5 269   | 3,9 / 100,0   | 0,8  | 0 / 5     | Estável |
|                         | Partido de Solidariedade Nacional      | 3 121   | 2,3 / 100,0   | Novo | 0 / 5     | Novo    |
|                         | Outros                                 | 3 833   | 2,8 / 100,0   |      | 0 / 5     |         |
| Votos inválidos         | Votos inválidos                        | 2 968   | 2,2 / 100,0   | 1,1  |           |         |
| Total                   | Total                                  | 134 985 | 100,0 / 100,0 |      | 5 / 5     | 1       |
| Eleitorado/Participação | Eleitorado/Participação                | 199 057 | 67,8 / 100,0  | 3,4  |           |         |

### Coimbra
| Partidos                | Partidos                               | Votos   | %             | +/-  | Deputados | +/-     |
| ----------------------- | -------------------------------------- | ------- | ------------- | ---- | --------- | ------- |
|                         | Partido Social Democrata               | 123 176 | 49,9 / 100,0  | 0,1  | 6 / 10    | Estável |
|                         | Partido Socialista                     | 84 879  | 34,4 / 100,0  | 5,7  | 4 / 10    | Estável |
|                         | CDU – Coligação Democrática Unitária   | 12 419  | 5,0 / 100,0   | 2,2  | 0 / 10    | 1       |
|                         | Partido do Centro Democrático e Social | 8 715   | 3,5 / 100,0   | 1,0  | 0 / 10    | Estável |
|                         | Partido de Solidariedade Nacional      | 4 133   | 1,7 / 100,0   | Novo | 0 / 10    | Novo    |
|                         | Outros                                 | 7 795   | 3,2 / 100,0   |      | 0 / 10    |         |
| Votos inválidos         | Votos inválidos                        | 5 602   | 2,3 / 100,0   | 0,4  |           |         |
| Total                   | Total                                  | 246 699 | 100,0 / 100,0 |      | 10 / 10   | 1       |
| Eleitorado/Participação | Eleitorado/Participação                | 372 347 | 66,3 / 100,0  | 2,8  |           |         |

### Évora
| Partidos                | Partidos                                        | Votos   | %             | +/-  | Deputados | +/-     |
| ----------------------- | ----------------------------------------------- | ------- | ------------- | ---- | --------- | ------- |
|                         | Partido Social Democrata                        | 36 603  | 35,0 / 100,0  | 2,9  | 2 / 4     | Estável |
|                         | CDU – Coligação Democrática Unitária            | 28 315  | 27,1 / 100,0  | 9,1  | 1 / 4     | 1       |
|                         | Partido Socialista                              | 27 121  | 25,9 / 100,0  | 10,5 | 1 / 4     | 1       |
|                         | Partido do Centro Democrático e Social          | 2 953   | 2,8 / 100,0   | 0,7  | 0 / 4     | Estável |
|                         | Partido Comunista dos Trabalhadores Portugueses | 2 029   | 1,9 / 100,0   | 1,4  | 0 / 4     | Estável |
|                         | Partido Socialista Revolucionário               | 2 019   | 1,9 / 100,0   | 1,0  | 0 / 4     | Estável |
|                         | Partido de Solidariedade Nacional               | 1 415   | 1,4 / 100,0   | Novo | 0 / 4     | Novo    |
|                         | Outros                                          | 1 987   | 1,9 / 100,0   |      | 0 / 4     |         |
| Votos inválidos         | Votos inválidos                                 | 2 197   | 2,1 / 100,0   | 0,2  |           |         |
| Total                   | Total                                           | 104 639 | 100,0 / 100,0 |      | 4 / 4     |         |
| Eleitorado/Participação | Eleitorado/Participação                         | 149 751 | 69,9 / 100,0  | 5,3  |           |         |

### Faro
| Partidos                | Partidos                               | Votos   | %             | +/-  | Deputados | +/-     |
| ----------------------- | -------------------------------------- | ------- | ------------- | ---- | --------- | ------- |
|                         | Partido Social Democrata               | 98 867  | 50,8 / 100,0  | 4,1  | 5 / 8     | Estável |
|                         | Partido Socialista                     | 60 770  | 31,2 / 100,0  | 6,3  | 3 / 8     | Estável |
|                         | CDU – Coligação Democrática Unitária   | 13 979  | 7,2 / 100,0   | 3,7  | 0 / 8     | 1       |
|                         | Partido do Centro Democrático e Social | 5 435   | 2,8 / 100,0   | 0,3  | 0 / 8     | Estável |
|                         | Partido de Solidariedade Nacional      | 4 298   | 2,2 / 100,0   | Novo | 0 / 8     | Novo    |
|                         | Partido Socialista Revolucionário      | 2 268   | 1,2 / 100,0   | 0,5  | 0 / 8     | Estável |
|                         | Partido Renovador Democrático          | 1 911   | 1,0 / 100,0   | 5,3  | 0 / 8     | Estável |
|                         | Outros                                 | 2 716   | 1,4 / 100,0   |      | 0 / 8     |         |
| Votos inválidos         | Votos inválidos                        | 4 370   | 2,3 / 100,0   | 0,6  |           |         |
| Total                   | Total                                  | 194 614 | 100,0 / 100,0 |      | 8 / 8     | 1       |
| Eleitorado/Participação | Eleitorado/Participação                | 293 280 | 66,4 / 100,0  | 3,9  |           |         |

### Guarda
| Partidos                | Partidos                               | Votos   | %             | +/-  | Deputados | +/-     |
| ----------------------- | -------------------------------------- | ------- | ------------- | ---- | --------- | ------- |
|                         | Partido Social Democrata               | 66 306  | 58,6 / 100,0  | 1,4  | 3 / 4     | 1       |
|                         | Partido Socialista                     | 30 288  | 26,8 / 100,0  | 5,0  | 1 / 4     | Estável |
|                         | Partido do Centro Democrático e Social | 6 676   | 5,9 / 100,0   | 0,7  | 0 / 4     | Estável |
|                         | CDU – Coligação Democrática Unitária   | 2 545   | 2,3 / 100,0   | 1,0  | 0 / 4     | Estável |
|                         | Partido de Solidariedade Nacional      | 1 487   | 1,3 / 100,0   | Novo | 0 / 4     | Novo    |
|                         | Partido Socialista Revolucionário      | 1 091   | 1,0 / 100,0   | 0,7  | 0 / 4     | Estável |
|                         | Outros                                 | 2 257   | 2,0 / 100,0   |      | 0 / 4     |         |
| Votos inválidos         | Votos inválidos                        | 2 493   | 2,2 / 100,0   | 0,8  |           |         |
| Total                   | Total                                  | 113 143 | 100,0 / 100,0 |      | 4 / 4     | 1       |
| Eleitorado/Participação | Eleitorado/Participação                | 173 123 | 65,4 / 100,0  | 4,9  |           |         |

### Leiria
| Partidos                | Partidos                               | Votos   | %             | +/-  | Deputados | +/-     |
| ----------------------- | -------------------------------------- | ------- | ------------- | ---- | --------- | ------- |
|                         | Partido Social Democrata               | 147 279 | 61,2 / 100,0  | 0,4  | 7 / 10    | 2       |
|                         | Partido Socialista                     | 55 442  | 23,0 / 100,0  | 4,3  | 3 / 10    | 1       |
|                         | Partido do Centro Democrático e Social | 11 527  | 4,8 / 100,0   | 1,2  | 0 / 10    | Estável |
|                         | CDU – Coligação Democrática Unitária   | 10 742  | 4,5 / 100,0   | 1,4  | 0 / 10    | Estável |
|                         | Partido de Solidariedade Nacional      | 3 467   | 1,4 / 100,0   | Novo | 0 / 10    | Novo    |
|                         | Outros                                 | 5 991   | 2,5 / 100,0   |      | 0 / 10    |         |
| Votos inválidos         | Votos inválidos                        | 6 257   | 2,6 / 100,0   | 0,1  |           |         |
| Total                   | Total                                  | 240 705 | 100,0 / 100,0 |      | 10 / 10   | 1       |
| Eleitorado/Participação | Eleitorado/Participação                | 358 670 | 67,1 / 100,0  | 5,1  |           |         |

### Lisboa
| Partidos                | Partidos                                        | Votos     | %             | +/-  | Deputados | +/-     |
| ----------------------- | ----------------------------------------------- | --------- | ------------- | ---- | --------- | ------- |
|                         | Partido Social Democrata                        | 556 881   | 45,3 / 100,0  | 0,5  | 25 / 50   | 3       |
|                         | Partido Socialista                              | 365 112   | 29,7 / 100,0  | 8,5  | 16 / 50   | 4       |
|                         | CDU – Coligação Democrática Unitária            | 149 315   | 12,2 / 100,0  | 4,3  | 6 / 50    | 4       |
|                         | Partido do Centro Democrático e Social          | 49 194    | 4,0 / 100,0   | 0,3  | 2 / 50    | Estável |
|                         | Partido de Solidariedade Nacional               | 32 142    | 2,6 / 100,0   | Novo | 1 / 50    | Novo    |
|                         | Partido Socialista Revolucionário               | 22 088    | 1,8 / 100,0   | 1,2  | 0 / 50    | Estável |
|                         | Partido Comunista dos Trabalhadores Portugueses | 13 300    | 1,1 / 100,0   | 0,6  | 0 / 50    | Estável |
|                         | Outros                                          | 18 693    | 1,5 / 100,0   |      | 0 / 50    |         |
| Votos inválidos         | Votos inválidos                                 | 22 568    | 1,8 / 100,0   | 0,1  |           |         |
| Total                   | Total                                           | 1 229 293 | 100,0 / 100,0 |      | 50 / 50   | 6       |
| Eleitorado/Participação | Eleitorado/Participação                         | 1 796 763 | 68,4 / 100,0  | 5,1  |           |         |

### Madeira
| Partidos                | Partidos                               | Votos   | %             | +/-  | Deputados | +/-     |
| ----------------------- | -------------------------------------- | ------- | ------------- | ---- | --------- | ------- |
|                         | Partido Social Democrata               | 78 069  | 62,4 / 100,0  | 3,1  | 4 / 5     | Estável |
|                         | Partido Socialista                     | 25 190  | 20,2 / 100,0  | 4,0  | 1 / 5     | Estável |
|                         | Partido do Centro Democrático e Social | 7 602   | 6,1 / 100,0   | 0,9  | 0 / 5     | Estável |
|                         | União Democrática Popular              | 5 783   | 4,6 / 100,0   | 1,5  | 0 / 5     | Estável |
|                         | Partido de Solidariedade Nacional      | 2 315   | 1,9 / 100,0   | Novo | 0 / 5     | Novo    |
|                         | CDU – Coligação Democrática Unitária   | 1 187   | 1,0 / 100,0   | 0,9  | 0 / 5     | Estável |
|                         | Outros                                 | 2 421   | 1,9 / 100,0   |      | 0 / 5     |         |
| Votos inválidos         | Votos inválidos                        | 2 475   | 2,0 / 100,0   | 0,2  |           |         |
| Total                   | Total                                  | 125 042 | 100,0 / 100,0 |      | 5 / 5     |         |
| Eleitorado/Participação | Eleitorado/Participação                | 194 899 | 64,2 / 100,0  | 3,0  |           |         |

### Portalegre
| Partidos                | Partidos                                        | Votos   | %             | +/-  | Deputados | +/-     |
| ----------------------- | ----------------------------------------------- | ------- | ------------- | ---- | --------- | ------- |
|                         | Partido Social Democrata                        | 32 490  | 38,9 / 100,0  | 1,5  | 2 / 3     | 1       |
|                         | Partido Socialista                              | 27 978  | 33,5 / 100,0  | 8,4  | 1 / 3     | Estável |
|                         | CDU – Coligação Democrática Unitária            | 12 664  | 15,2 / 100,0  | 5,7  | 0 / 3     | 1       |
|                         | Partido do Centro Democrático e Social          | 2 734   | 3,3 / 100,0   | 0,2  | 0 / 3     | Estável |
|                         | Partido de Solidariedade Nacional               | 1 512   | 1,8 / 100,0   | Novo | 0 / 3     | Novo    |
|                         | Partido Comunista dos Trabalhadores Portugueses | 1 446   | 1,8 / 100,0   | 1,1  | 0 / 3     | Estável |
|                         | Partido Socialista Revolucionário               | 1 431   | 1,7 / 100,0   | 0,9  | 0 / 3     | Estável |
|                         | Partido Renovador Democrático                   | 869     | 1,0 / 100,0   | 5,3  | 0 / 3     | Estável |
|                         | Outros                                          | 458     | 0,6 / 100,0   |      | 0 / 3     |         |
| Votos inválidos         | Votos inválidos                                 | 1 878   | 2,3 / 100,0   | 0,4  |           |         |
| Total                   | Total                                           | 83 460  | 100,0 / 100,0 |      | 3 / 3     |         |
| Eleitorado/Participação | Eleitorado/Participação                         | 117 081 | 71,3 / 100,0  | 3,6  |           |         |

### Porto
| Partidos                | Partidos                               | Votos     | %             | +/-     | Deputados | +/-     |
| ----------------------- | -------------------------------------- | --------- | ------------- | ------- | --------- | ------- |
|                         | Partido Social Democrata               | 489 247   | 51,3 / 100,0  | 0,4     | 21 / 37   | 1       |
|                         | Partido Socialista                     | 313 893   | 32,9 / 100,0  | 6,2     | 13 / 37   | 2       |
|                         | CDU – Coligação Democrática Unitária   | 60 666    | 6,4 / 100,0   | 3,0     | 2 / 37    | 2       |
|                         | Partido do Centro Democrático e Social | 38 882    | 4,1 / 100,0   | 0,1     | 1 / 37    | Estável |
|                         | Partido de Solidariedade Nacional      | 10 446    | 1,1 / 100,0   | Novo    | 0 / 37    | Novo    |
|                         | Outros                                 | 24 589    | 2,6 / 100,0   |         | 0 / 37    |         |
| Votos inválidos         | Votos inválidos                        | 15 873    | 1,7 / 100,0   | Estável |           |         |
| Total                   | Total                                  | 953 596   | 100,0 / 100,0 |         | 37 / 37   | 2       |
| Eleitorado/Participação | Eleitorado/Participação                | 1 319 056 | 72,3 / 100,0  | 5,7     |           |         |

### Santarém
| Partidos                | Partidos                               | Votos   | %             | +/-  | Deputados | +/-     |
| ----------------------- | -------------------------------------- | ------- | ------------- | ---- | --------- | ------- |
|                         | Partido Social Democrata               | 130 555 | 49,1 / 100,0  | 1,2  | 6 / 10    | 1       |
|                         | Partido Socialista                     | 78 232  | 29,4 / 100,0  | 7,7  | 3 / 10    | Estável |
|                         | CDU – Coligação Democrática Unitária   | 25 922  | 9,8 / 100,0   | 2,8  | 1 / 10    | Estável |
|                         | Partido do Centro Democrático e Social | 8 823   | 3,3 / 100,0   | 0,3  | 0 / 10    | Estável |
|                         | Partido de Solidariedade Nacional      | 5 755   | 2,2 / 100,0   | Novo | 0 / 10    | Novo    |
|                         | Partido Socialista Revolucionário      | 3 456   | 1,3 / 100,0   | 0,5  | 0 / 10    | Estável |
|                         | Partido Renovador Democrático          | 2 628   | 1,0 / 100,0   | 6,3  | 0 / 10    | 1       |
|                         | Outros                                 | 4 534   | 1,7 / 100,0   |      | 0 / 10    |         |
| Votos inválidos         | Votos inválidos                        | 6 078   | 2,3 / 100,0   | 0,2  |           |         |
| Total                   | Total                                  | 265 983 | 100,0 / 100,0 |      | 10 / 10   | 2       |
| Eleitorado/Participação | Eleitorado/Participação                | 388 409 | 68,5 / 100,0  | 4,1  |           |         |

### Setúbal
| Partidos                | Partidos                                        | Votos   | %             | +/-  | Deputados | +/-     |
| ----------------------- | ----------------------------------------------- | ------- | ------------- | ---- | --------- | ------- |
|                         | Partido Social Democrata                        | 140 281 | 34,7 / 100,0  | 2,1  | 6 / 16    | Estável |
|                         | Partido Socialista                              | 114 867 | 28,4 / 100,0  | 10,8 | 5 / 16    | 2       |
|                         | CDU – Coligação Democrática Unitária            | 100 784 | 24,9 / 100,0  | 7,8  | 5 / 16    | 2       |
|                         | Partido do Centro Democrático e Social          | 10 903  | 2,7 / 100,0   | 0,8  | 0 / 16    | Estável |
|                         | Partido de Solidariedade Nacional               | 9 594   | 2,4 / 100,0   | Novo | 0 / 16    | Novo    |
|                         | Partido Socialista Revolucionário               | 7 406   | 1,8 / 100,0   | 1,1  | 0 / 16    | Estável |
|                         | Partido Comunista dos Trabalhadores Portugueses | 6 368   | 1,6 / 100,0   | 1,1  | 0 / 16    | Estável |
|                         | Outros                                          | 6 447   | 1,6 / 100,0   |      | 0 / 16    |         |
| Votos inválidos         | Votos inválidos                                 | 8 131   | 2,0 / 100,0   | 0,2  |           |         |
| Total                   | Total                                           | 404 781 | 100,0 / 100,0 |      | 16 / 16   | 1       |
| Eleitorado/Participação | Eleitorado/Participação                         | 595 638 | 68,0 / 100,0  | 5,0  |           |         |

### Viana do Castelo
| Partidos                | Partidos                               | Votos   | %             | +/-  | Deputados | +/-     |
| ----------------------- | -------------------------------------- | ------- | ------------- | ---- | --------- | ------- |
|                         | Partido Social Democrata               | 79 408  | 56,9 / 100,0  | 2,4  | 4 / 6     | 1       |
|                         | Partido Socialista                     | 35 212  | 25,2 / 100,0  | 4,9  | 2 / 6     | 1       |
|                         | Partido do Centro Democrático e Social | 10 081  | 7,2 / 100,0   | 0,5  | 0 / 6     | Estável |
|                         | CDU – Coligação Democrática Unitária   | 6 923   | 5,0 / 100,0   | 1,3  | 0 / 6     | Estável |
|                         | Partido de Solidariedade Nacional      | 1 700   | 1,2 / 100,0   | Novo | 0 / 6     | Novo    |
|                         | Partido Renovador Democrático          | 1 500   | 1,1 / 100,0   | 3,7  | 0 / 6     | Estável |
|                         | Outros                                 | 2 402   | 1,7 / 100,0   |      | 0 / 6     |         |
| Votos inválidos         | Votos inválidos                        | 2 463   | 1,8 / 100,0   | 0,8  |           |         |
| Total                   | Total                                  | 139 689 | 100,0 / 100,0 |      | 6 / 6     |         |
| Eleitorado/Participação | Eleitorado/Participação                | 214 823 | 65,0 / 100,0  | 5,1  |           |         |

### Vila Real
| Partidos                | Partidos                               | Votos   | %             | +/-  | Deputados | +/-     |
| ----------------------- | -------------------------------------- | ------- | ------------- | ---- | --------- | ------- |
|                         | Partido Social Democrata               | 79 190  | 60,6 / 100,0  | 1,9  | 4 / 6     | 1       |
|                         | Partido Socialista                     | 34 051  | 26,0 / 100,0  | 5,7  | 2 / 6     | 1       |
|                         | Partido do Centro Democrático e Social | 6 692   | 5,1 / 100,0   | 0,1  | 0 / 6     | Estável |
|                         | CDU – Coligação Democrática Unitária   | 3 377   | 2,6 / 100,0   | 1,5  | 0 / 6     | Estável |
|                         | Partido de Solidariedade Nacional      | 1 560   | 1,2 / 100,0   | Novo | 0 / 6     | Novo    |
|                         | Outros                                 | 2 958   | 2,3 / 100,0   |      | 0 / 6     |         |
| Votos inválidos         | Votos inválidos                        | 2 943   | 2,3 / 100,0   | 1,0  |           |         |
| Total                   | Total                                  | 130 771 | 100,0 / 100,0 |      | 6 / 6     |         |
| Eleitorado/Participação | Eleitorado/Participação                | 214 502 | 61,0 / 100,0  | 5,3  |           |         |

### Viseu
| Partidos                | Partidos                               | Votos   | %             | +/-  | Deputados | +/-     |
| ----------------------- | -------------------------------------- | ------- | ------------- | ---- | --------- | ------- |
|                         | Partido Social Democrata               | 140 582 | 64,3 / 100,0  | 0,2  | 7 / 9     | 1       |
|                         | Partido Socialista                     | 42 289  | 19,4 / 100,0  | 1,5  | 2 / 9     | Estável |
|                         | Partido do Centro Democrático e Social | 13 697  | 6,3 / 100,0   | 0,7  | 0 / 9     | Estável |
|                         | CDU – Coligação Democrática Unitária   | 4 499   | 2,1 / 100,0   | 0,8  | 0 / 9     | Estável |
|                         | Partido de Solidariedade Nacional      | 2 920   | 1,3 / 100,0   | Novo | 0 / 9     | Novo    |
|                         | Outros                                 | 4 032   | 1,9 / 100,0   |      | 0 / 9     |         |
| Votos inválidos         | Votos inválidos                        | 4 572   | 2,1 / 100,0   | 0,7  |           |         |
| Total                   | Total                                  | 218 591 | 100,0 / 100,0 |      | 9 / 9     | 1       |
| Eleitorado/Participação | Eleitorado/Participação                | 344 858 | 63,4 / 100,0  | 5,2  |           |         |

### Europa
| Partidos                | Partidos                               | Votos  | %             | +/-  | Deputados | +/-     |
| ----------------------- | -------------------------------------- | ------ | ------------- | ---- | --------- | ------- |
|                         | Partido Social Democrata               | 15 817 | 53,7 / 100,0  | 16,7 | 1 / 2     | Estável |
|                         | Partido Socialista                     | 9 393  | 31,9 / 100,0  | 3,5  | 1 / 2     | Estável |
|                         | CDU – Coligação Democrática Unitária   | 2 311  | 7,8 / 100,0   | 8,1  | 0 / 2     | Estável |
|                         | Partido do Centro Democrático e Social | 894    | 3,0 / 100,0   | 3,6  | 0 / 2     | Estável |
|                         | Outros                                 | 523    | 1,8 / 100,0   |      | 0 / 2     |         |
| Votos inválidos         | Votos inválidos                        | 546    | 1,9 / 100,0   | 0,4  |           |         |
| Total                   | Total                                  | 29 484 | 100,0 / 100,0 |      | 2 / 2     |         |
| Eleitorado/Participação | Eleitorado/Participação                | 84 495 | 34,9 / 100,0  | 8,5  |           |         |

### Fora da Europa
| Partidos                | Partidos                               | Votos  | %             | +/-  | Deputados | +/-     |
| ----------------------- | -------------------------------------- | ------ | ------------- | ---- | --------- | ------- |
|                         | Partido Social Democrata               | 24 467 | 77,3 / 100,0  | 14,1 | 2 / 2     | Estável |
|                         | Partido do Centro Democrático e Social | 4 613  | 14,6 / 100,0  | 5,3  | 0 / 2     | Estável |
|                         | Partido Socialista                     | 1 557  | 4,9 / 100,0   | 2,4  | 0 / 2     | Estável |
|                         | CDU – Coligação Democrática Unitária   | 308    | 1,0 / 100,0   | 0,4  | 0 / 2     | Estável |
|                         | Outros                                 | 342    | 1,1 / 100,0   |      | 0 / 2     |         |
| Votos inválidos         | Votos inválidos                        | 357    | 1,1 / 100,0   | 1,3  |           |         |
| Total                   | Total                                  | 31 644 | 100,0 / 100,0 |      | 2 / 2     |         |
| Eleitorado/Participação | Eleitorado/Participação                | 103    | 30,7 / 100,0  | 4,0  |           |         |

| Eleições legislativas portuguesas de 1991 Distritos: Aveiro \| Beja \| Braga \| Bragança \| Castelo Branco \| Coimbra \| Évora \| Faro \| Guarda \| Leiria \| Lisboa \| Portalegre \| Porto \| Santarém \| Setúbal \| Viana do Castelo \| Vila Real \| Viseu \| Açores \| Madeira \| Estrangeiro |